# Wonokerso (Pakisaji)
Wonokerso is een bestuurslaag in het regentschap Malang van de provincie Oost-Java, Indonesië. Wonokerso telt 4371 inwoners (volkstelling 2010).